# Teze (Cameroun)
Pour les articles homonymes, voir Teze.
Teze est l'un des 29 villages de la commune d'Andek, département de la Momo de la région du Nord-Ouest du Cameroun. Les villages de Teze, Andek et Tinechung concentrent à eux trois une grande partie de la population de la commune d'Andek en raison des nombreuses activités économiques présentes et de la présence de services communaux.

## Organisation sociale et politique
Le village est géré par un chef traditionnel, le Fon, assisté par une assemblée de notables.

## Population
Au dernier recensement de 2005, le village comptait 2 148 habitants, dont 1 071 hommes et 1 077 femmes. En 2012, la population est estimée à 2 915 habitants dont 658 hommes, 842 femmes et 1 415 enfants.

## Climat
Le village, et plus largement la commune d'Andek, se situe à la transition entre les climats humides tempérés du Cameroun. Deux saisons sont présentes : la saison des pluies de mars à octobre et la saison sèche de novembre à février. La pluviométrie annuelle moyenne est de 2 200 à 3 000 mm et la température moyenne est de 21 °C. Les pluies sont particulièrement importantes aux mois de juillet et d'août entraînant des températures plus froides dans tout le secteur.

## Sol et relief
Le sol est constitué en grande partie de pierres granitiques. Les sols sont généralement pauvres, épuisés et peu fertiles. L'érosion y est facile. Quelques plantations y poussent cependant bien comme les palmiers à huile.
Le relief est prononcé avec des montagnes et des vallées profondes. Deux massifs montagneux entourent le secteur : un massif à l'ouest comprenant les villages de Bonanyang, Angai, et Etoh jusqu'à Mbabum, et un massif à l'est comprenant le mont Etwii, et les chaînes de Ajei et Angong.

## Hydrologie
Plusieurs rivières traversent le secteur. Un captage d'eau potable est présent dans le village.

## Flore et faune
La flore et la végétation locale sont du type « savane guinéenne » formant une transition entre la végétation caractéristique de la forêt et celle de la savane. Une particularité du secteur est la forte présence naturelle de palmiers à huile.

## Zone protégée
Le village accueille une zone protégée nommée « Dudum » où l'agriculture, la construction et les visites sont soumises à autorisation. Un sanctuaire y est présent destiné à assurer la paix au sein de la commune d'Andek et de ses villages. La légende veut que les hommes Ngie soient originaires du Dudum : un ancêtre commun « Ungiekum » y aurait immigré en provenance de Tadkon Widikum. Ses enfants et leurs descendants se seraient ensuite dispersés dans la commune créant les 29 villages d'Andek.

## Religions
La majorité des habitants sont chrétiens (85 % de la population de la commune d'Andek). Des musulmans et des croyants des religions traditionnelles africaines sont également présents en minorité.

## Économie
L'économie repose essentiellement sur l'agriculture. La production d'huile de palme est importante et la culture du coca se développe. En raison du mauvais état du réseau routier, la production est surtout consommée localement.
Le village de Teze accueille un petit marché une fois par semaine, complémentaire au grand marché qui a lieu chaque semaine à Andek. Certaines infrastructures sont cependant insuffisantes ou inexistantes pour répondre aux besoins des commerçants et des visiteurs (point d'eau, latrines, électricité, traitement des déchets…).

## Équipements
Le village accueille :
- un poste ;
- une coopérative de crédit ;
- un lycée technique public ;
- deux écoles primaires publiques ;
- une crèche publique ;
- un centre médical.

En 2012, le village n'est pas raccordé au réseau électrique.